# Liste antiker Ortsnamen und geographischer Bezeichnungen/Ko
| Lateinischer Name | Griechischer Name | Beschreibung | Heute | Quellen und Verweise | Lage |
| ----------------- | ----------------- | ------------ | ----- | -------------------- | ---- |

Ortsnamen, die mit Ko- beginnen, sind unter Co- zu suchen.